# 馬拉巴海鯰
馬拉巴海鯰為輻鰭魚綱鯰形目海鯰科海鯰屬的其中一種，分布于亞洲印度半鹹水水域，棲息在沿海、河口區，底棲性魚類，屬肉食性。

## 擴展閱讀
維基物種上的相關：馬拉巴海鯰